# Episodi de Il trenino Thomas (seconda stagione)
La seconda stagione de Il trenino Thomas è stata trasmessa in prima visione assoluta nel Regno Unito dal 24 settembre al 17 dicembre 1986 sul canale Children's ITV. In Italia è stata trasmessa su Playhouse Disney e JimJam.
| n° | Titolo originale                      | Titolo italiano              | Prima TV UK       |
| -- | ------------------------------------- | ---------------------------- | ----------------- |
| 1  | Thomas, Percy and the Coal            | Nera come il carbone         | 24 settembre 1986 |
| 2  | Cows                                  | Mucche sui binari            | 24 settembre 1986 |
| 3  | Bertie's Chase                        | Una folle corsa              | 1º ottobre 1986   |
| 4  | Saved from Scrap                      | Il trattore salvato          | 1º ottobre 1986   |
| 5  | Old Iron                              | Un audace salvataggio        | 8 ottobre 1986    |
| 6  | Thomas and Trevor                     | Thomas e Trevor              | 8 ottobre 1986    |
| 7  | Percy and the Signal                  | Percy e il segnale           | 15 ottobre 1986   |
| 8  | Duck Takes Charge                     | Il nuovo arrivato            | 15 ottobre 1986   |
| 9  | Percy and Harold                      | La locomotiva e l'elicottero | 22 ottobre 1986   |
| 10 | The Runaway                           | Una corsa sfrenata           | 22 ottobre 1986   |
| 11 | Percy Takes the Plunge                | Il tuffo di Percy            | 29 ottobre 1986   |
| 12 | Pop Goes the Diesel                   | La locomotiva diesel         | 29 ottobre 1986   |
| 13 | Dirty Work                            | Soprannomi                   | 5 novembre 1986   |
| 14 | A Close Shave                         | Scampato pericolo            | 5 novembre 1986   |
| 15 | Better Late than Never                | Ritardi                      | 12 novembre 1986  |
| 16 | Break Van                             | Le locomotive gemelle        | 12 novembre 1986  |
| 17 | The Deputation                        | Tutti per due                | 19 novembre 1986  |
| 18 | Thomas Comes to Breakfast             | La locomotiva presuntuosa    | 19 novembre 1986  |
| 19 | Daisy                                 | La locomotiva capricciosa    | 26 novembre 1986  |
| 20 | Percy's Predicament                   | Daisy pigrona                | 26 novembre 1986  |
| 21 | The Diseasel                          | Solo un equivoco             | 3 dicembre 1986   |
| 22 | Wrong Road                            | Linea sbagliata              | 3 dicembre 1986   |
| 23 | Edward's Exploit                      | La locomotiva coraggiosa     | 10 dicembre 1986  |
| 24 | Ghost Train                           | Il treno fantasma            | 10 dicembre 1986  |
| 25 | Woolly Bear                           | Il millepiedi verde          | 17 dicembre 1986  |
| 26 | Thomas and the Missing Christmas Tree | La notte di Natale           | 17 dicembre 1986  |

## Nera come il carbone
Thomas e Percy discutono su qual è il colore più adatto per una locomotiva, finendo per litigare. Però, tutte e due finiscono nei guai con il carbone.

## Mucche sui binari
Gordon e Henry prendono in giro Edward dopo che delle mucche hanno rotto il gancio con cui si collegavano al treno un vagone merci e il vagone frenatore, ma sarà lui ad avere l'ultima risata.

## Una folle corsa
Edward è impaziente perché Thomas non arriva in stazione per la corrispondenza, perciò parte senza che lui arrivi. Però, non sa che a causa di un guasto, i passeggeri di Thomas sono stati caricati sulla corriera Bertie. Perciò, Bertie deve inseguire Edward in una folle corsa.

## Il trattore salvato
Al deposito rottami, Edward incontra Trevor, un vecchio trattore a vapore. Trevor dice che lui si rende utile, ma il suo capo lo considerava "vecchio stile". Ma Edward dice che lui non merita la rottamazione, perciò promette di salvarlo.

## Un audace salvataggio
James dice che Edward è sempre lento e in ritardo con i treni, e lo definisce un "ferro vecchio". Però, un giorno il macchinista di James e a pilotarlo e ad azionarlo c'è il fuochista, che si dimentica di azionare i freni. James corre per la linea, ed Edward corre in suo soccorso, facendo cambiare la sua opinione su di lui a James.

## Thomas e Trevor
Thomas incontra Trevor ed Edward allo scalo merci. Trevor spiega a Thomas cosa sa fare, e gli chiede se può portarlo al molo di Knapford. Però, al molo c'è un problema: molti carri sono deragliati e bloccano la strada, ma con l'aiuto di Trevor la linea viene liberata.

## Percy e il segnale
Un giorno, Percy continua a fare marachelle su Gordon e James. Il giorno dopo, per vendicarsi, le due locomotive avvertono Percy di fare attenzione ai "segnali di retromarcia". Percy è nervoso, perché non ne ha mai sentito parlare. La locomotiva arriva a un segnale, che al posto di abbassarsi per farlo passare, si alza. Percy crede che è questo il segnale di retromarcia, perciò retrocede, bloccando la linea.

## Il nuovo arrivato
A Sodor arriva una nuova locomotiva, Montague, detto Duck a causa del movimento che fa quando si muove. Percy e Duck sono subito amici, e fanno marachelle insieme. Però, Pallone Gonfiato si infuria quando le due locomotive bloccano gli accessi al deposito di Tidmouth per impedire alle locomotive grandi di entrare.

## La locomotiva e l'elicottero
Percy incontra l'elicottero Harold, che pensa che le ferrovie sono lente e obsolete. Ma Percy gli dimostra che si sbaglia, sfidandolo ad una gara e vincendo.

## Una corsa sfrenata
Il freno di Thomas si è indurito, e per sbaglio, un giorno il macchinista non tira abbastanza il freno e Thomas si ritrova a sfrecciare senza controllo sulla sua linea secondaria.

## Il tuffo di Percy
Percy sta discutendo con due nuove locomotive, e pensa che l'acqua non rappresenti un pericolo per una locomotiva determinata, ma si ricrede quando i vagoni lo spingono oltre un cartello di pericolo al porto.

## La locomotiva diesel
Una locomotiva diesel di nome Diesel arriva sull'isola di Sodor, e Pallone Gonfiato incarica Duck di accompagnarlo. Diesel pensa che le locomotive diesel sanno già tutto e non gli serve imparare, finché non cerca di smistare dei carri molto vecchi e abbandonati.

## Soprannomi
Diesel ottiene la sua vendetta su Duck raccontando delle battute, falsità e soprannomi riguardanti Gordon, James e Henry ai vagoni merci. I vagoni ripetono ciò, e le locomotive sentono tutto. Perciò, Duck viene mandato a lavorare a Wellsworth con Edward.

## Scampato pericolo
Duck aiuta Edward a spingere dei vagoni sulla collina di Gordon. Quando Duck torna indietro, si accorge che i vagoni si erano sganciati da Edward e gli stanno per andare addosso, fino a quando non finisce in un binario morto e rompe la parete di un barbiere a Crosby.

## Ritardi
Il viadotto sta ricevendo manutenzione, e i rallentamenti stanno causando ritardi sulla linea principale. Ciò irrita molto Thomas, fino a quando non si rende conto che arrivare in ritardo non è così male.

## Le locomotive gemelle
Sull'isola arrivano le locomotive scozzesi di nome Donald e Douglas, però Pallone Gonfiato ne aveva ordinata una. Le cose non vanno bene per loro, quando il primo va a schiantarsi contro un casello, e il secondo distrugge un vagone frenatore.

## Tutti per due
Donald e Douglas temono che uno di loro due venga rispedito in Scozia e rottamato. Però, dopo aver salvato Henry da un cumulo di neve, Percy e le altre locomotive cercano di aiutare i gemelli con una delegazione.

## La locomotiva presuntuosa
Thomas pensa che lui potrebbe lavorare senza l'aiuto del suo macchinista. finché una mattina, quando dopo che l'accendifuoco gli aveva iniziato a scaldare la caldaia, un maldestro pulitore gli aziona i comandi, e va a schiantarsi contro la casa del capostazione.

## La locomotiva capricciosa
Siccome Thomas viene lasciato al deposito dopo il suo incidente con il capostazione, un'automotrice diesel chiamata Daisy viene a sostituirlo. Però, Daisy è maleducata nei confronti delle carrozze Annie, Clarabel e Henrietta, e si rifiuta di trainare un vagone cisterna.

## Daisy pigrona
Siccome Daisy non vuole lavorare, Percy e Toby devono svolgere i lavori di Thomas. Un giorno, i due si invertono i lavori, e Percy finisce per venire spinto dai vagoni contro un vecchio vagone frenatore.

## Solo un equivoco
Le due locomotive gemelle Bill e Ben lavorano alla cava di caolino di Sodor. Un giorno, non trovano i vagoni che avevano smistato, e danno la colpa a una locomotiva diesel. Quando trovano una locomotiva diesel verde di nome BoCo, che loro sono convinti essere il colpevole, si mettono a dargli fastidio. Fortunatamente, Edward arriva in soccorso della locomotiva diesel.

## Linea sbagliata
A causa di una signora dal cappello verde che il capotreno confonde con la bandiera del capostazione, Gordon finisce sulla linea di Edward ed Edward sulla linea principale. Gordon deve rimanere a dormire al porto di Brendam, e viene scherzato da Bill e Ben.

## La locomotiva coraggiosa
Gordon e James dicono che Edward è troppo vecchio, dovrebbe smetterla di provare a tirare treni e dovrebbe farsi preservare. Però, Edward riuscirà a dimostrargli di riuscire comunque a rendersi utile quando porta a casa dei turisti durante una tempesta.

## Il treno fantasma
Percy finisce per andare a schiantarsi contro un carretto carico di farina, facendolo assomigliare a un fantasma. Perciò, lui e Toby decidono di fare uno scherzo a Thomas, dopo aver definito Percy una stupida locomotiva.

## Il millepiedi verde
Thomas si lamenta del fatto che Percy è sempre in ritardo quando è impegnato con la raccolta del fieno. Però, un giorno, Percy viene ricoperto per sbaglio di melassa e fieno, facendosi definire da Thomas "un bruco peloso" e finendo nel mirino delle sue battute e delle battute di Toby.

## La notte di Natale
Thomas viene mandato a prendere l'albero di Natale per la festa di Natale, ma rimane bloccato nella neve. Fortunatamente, Donald e Douglas riescono a salvarlo in tempo.

## Distribuzione home video
La stagione è stata distribuita via home video in Italia prima dalla AVO Film Edizioni nel 2009, e dalla Dynit nel 2011. I DVD della AVO Film vennero rilasciati il 29 maggio e il 19 giugno 2009, mentre quelli della Dynit vennero rilasciati il 1 dicembre 2011. I DVD sono:
- Un audace salvataggio (AVO Film)
- La locomotiva e l'elicottero (AVO Film)
- La locomotiva coraggiosa
- La notte di Natale[4]